# سیجی
سیجی (در عربی: السیجی) روستای کوچک کوهستانی از توابع امارت فجیره از امارات هفتگانه دولت امارات متحده عربی و در شمال شرقی دولت امارات واقع شده‌است. این روستا در فاصلهٔ ۱۵ کیلومتری شهر الفجیره در داخل کوه و در کنار جادهٔ ارتباطی فجیره به ذید به رأس‌الخیمه و در تهِ «وادی السیجی» در پایهٔ سلسله کوه‌های کوه حجر واقع شده‌است.

## جمعیت
جمعیت روستا در حدود ۲۵۶ نفر (۵۸ خانوار) می‌باشند که از اهل سنت و مالکی مذهب هستند، یعنی از پیروان امام مالک بن انس هستند.

## باغ‌های مرکبات
سیجی دارای زمین‌های حاصلخیز کشاورزی و آب شیرن است؛ لذا شغل سواد اعظم مردم روستا کشاورزی است و اصحاب محاصیل باغ‌های ومنتوجات کشاورزی متعدد می‌باشند. محاصیل زراعی و میوه‌های مختلف به وفرت در مسافی الفجیرة یافت می‌شود. منتوجات این باغ‌ها عبارت‌اند از: سیب، هلو، انار، پرتقال، نارنگی، لیمو ترش، لیمو شیرین، نارنج، بالنگ، نخل، موز باضافه خربزه، هندوانه، انبه، نخل خرما، گوآوا، لوز، بادام، پاپای، موز، خیار و دیگر درخت‌های صیفی وشتوی می‌کارند، همچنین در مواسم باران جو و گندم و عدس نیز می‌کارند، ساکنان این منطقهٔ کوهستانی باضافه کشاورزی از کوهای اطراف روستاهای خود عسل نیز جمع‌آوری می‌کنند ومی فروشند، عسل این مناطق طعم مخصوصی دارد وگران قیمت است.
مربح روستاایست نیمه کوهستانی از توابع امارت فجیره از امارات هفتگانه دولت امارات متحده عربی و در شمال شرقی دولت امارات واقع شده‌است.